# Incilius epioticus
Incilius epioticus é uma espécie de anfíbio da família Bufonidae.
Pode ser encontrada nos seguintes países: Costa Rica e Panamá.
Os seus habitats naturais são: regiões subtropicais ou tropicais húmidas de alta altitude.